# Lost & Found (film 2016)
Lost and Found è un film del 2016 diretto da Ruturaj Dhalgade.
Pellicola marathi prodotta da Vinod Malgewar sotto il nome di Golden Gate Motion Pictures. Il film è scritto e diretto da Ruturaj Dhalgade, con Spruha Joshi, Siddharth Chandekar, Mohan Agashe e Mangesh Desai. 'Lost & Found' è una storia d'amore con differenze di opinioni.

## Trama
Storia d'amore di Manas e Naina che si occupano della solitudine nelle loro vite personali. Poiché la solitudine è diventata una parte importante delle nostre vite urbane, Lost & Found empatizza le emozioni umane ignorate con un motivo fondamentale per portare felicità nella vita delle persone sole. I quattro personaggi - Manas, Naina, Maruti e Shrirang Kaka prendono un'iniziativa contro la solitudine e quindi riesumano le loro vite solitarie.

## Colonna sonora
La colonna sonora del film è composta da Shubhankar Shembekar con testi scritti dal Dr. Rahul Deshpande e da Spruha Joshi:
1. Tu Saad De (Hrishikesh Ranade) – 3:39
2. Aas Hi Navi (Swapnaja Lele & Hrishikesh Ranade) – 4:33
3. Ye Na Zara (Sonia Mundhe & Shubhankar) – 4:04
4. Saang Na (Preeti Pillai & Shubhankar) – 5:12
5. Saawalya (Female) (Priyanka Barve) – 3:42
6. Saawalya (Male) (Hrishikesh Ranade) – 3:41

Durata totale: 24:51